# النا اوسیووا
النا اوسیووا (روسی: Елена Александровна Осипова؛ زادهٔ ۲۲ مهٔ ۱۹۹۳) کماندار اهل روسیه است.
وی در مسابقات کشوری و بین‌المللی در مجموع برندهٔ ۱ مدال نقره شده‌است.